# Heinrich Thurnes
Heinrich Thurnes (* 1. Juni 1833 in Pradl; † 11. August 1865 in Wien) war ein österreichischer Porträtmaler.

## Leben

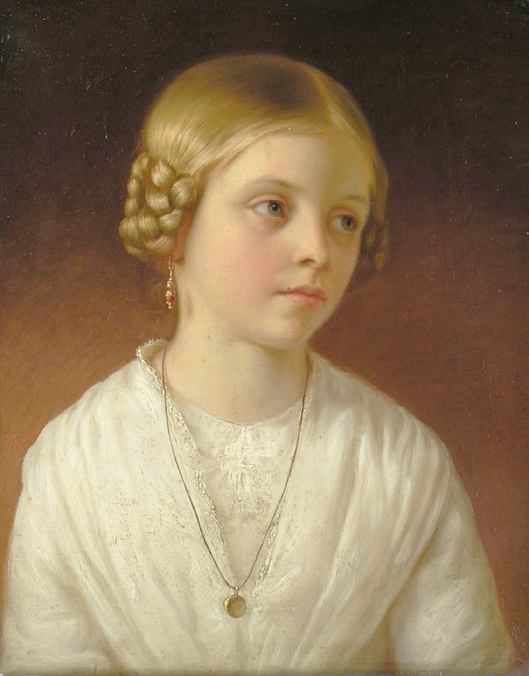
Porträt eines Mädchens mit Ohrring

Thurnes war der Sohn des Taglöhners Johann Thurnes und dessen Frau Marianne (geborene Kerber). Er wurde zum Schlosser bestimmt. Finanziert durch private Zuwendungen eines reichen Bauern, studierte er jedoch ab dem 16. November 1850 an der Königlichen Akademie der Künste in München bei Wilhelm von Kaulbach und hörte Ästhetikvorlesungen beim Philosophen Moriz Carrière.
Nach seiner Rückkehr nach Innsbruck 1856 war er als Porträtist tätig, zeigte seine Porträts 1856 und 1857 im Tiroler Landesmuseum „Ferdinandeum“. Während des Sardinischen Krieges besuchte er 1859 die Festung Legnago, wo er mehrere österreichische Generäle porträtierte. Das brachte ihm viele weitere Aufträge. Thurnes übersiedelte nach Wien, wo er als Porträtist hochgestellter Persönlichkeiten bekannt wurde. Er zeigte seine Werke auf den Monatsausstellungen des Österreichischen Kunstvereins.
Er starb im Alter von 32 Jahren.